# Maghadena dokoa
Maghadena dokoa là một loài bướm đêm trong họ Noctuidae.